# Neoalsomitra angustipetala
Neoalsomitra angustipetala är en gurkväxtart som först beskrevs av William Grant Craib, och fick sitt nu gällande namn av Hutchinson. Neoalsomitra angustipetala ingår i släktet Neoalsomitra och familjen gurkväxter. Inga underarter finns listade i Catalogue of Life.